# Dents Blanches
Dents Blanches (od francuskog, doslovno Bijeli zubi ) je planina u Chablais Alpama na švicarsko - francuskoj granici. Sastoji se od nekoliko vrhova od kojih je najviši Dent de Barme.

## Vanjske poveznice
|  | Zajednički poslužitelj ima još gradiva o temi Dents Blanches |

- Dents Blanches na Summitpostu